# 经前综合症
經前綜合症（Premenstrual syndrome，PMS），有時被稱為經前緊張症（PMT），是在女性月經來潮之前一至二週出現的生理及心理相關症狀。症狀的程度因人和時間而異，約在月經出現時結束 。常見症狀包括粉刺、乳房壓痛、腹脹、容易疲倦、易怒及情緒上的改變 。症狀一般會持續六天。多数育龄妇女（约80%）都有一些经前综合征的症状，而美国家庭医生学將把經前綜合症限定为具有“严重妨碍某些方面的生活功能”症状。同一位女性其經前綜合症的症狀或是出現的時間也會隨時間而改變。在懷孕時或是更年期不會有經前綜合症的症狀。
造成經前症候群的原因不明，但若不斷攝取高鹽、高酒精與高咖啡因食物則會使得症狀加劇 ，目前認為造成病徵的根本原因和賀爾蒙的改變有關，例如雌激素在經期後半段會顯著的減少，這樣的供應中斷會造成心理變化。診斷方式需要持續記錄在月經前的情緒以及生理狀況，直到因此疾病造成的變化開始影響正常生活，這些病徵不會是在月經一開始就出現的。若有一張保持記錄每月病況的清單，將有助於疾病的診斷。在確診前，必須排除其他有可能造成相似症狀的疾病。
減少食鹽、咖啡因的攝取，並且減少壓力的產生還有增加運動量，就是醫師會給予因經前症候群而苦惱的病患之建議，在某些時候，補充鈣質還有維他命D也會有些許幫助。例如奈普生之類的抗發炎藥物可以緩解生理上的症狀。對於那些病況更嚴重的患者，避孕藥或是安達通（一種利尿劑）可有部分助益。
研究顯示，有8成在生育年齡的婦女月經前會有些微的經前症候群症狀。在這些婦女當中，約有2至3成確診患有經前症候群，而更有2至8%的她們，其病徵已達嚴重程度。經期憂鬱症（PMDD）則是經前症候群中的另一種疾病，且有更明顯的情緒、精神性病徵。選擇性血清回收抑制劑類的抗憂鬱藥物可以作為治療經期憂鬱症患者的非常手段。

## 症状
经前综合症是一个症候群。现已确认出200多种不同的症状，其中三个最显著的症状是易怒、紧张和烦躁不安（苦恼）。这些确切的症状和他们的剧烈程度因人而异。多数患有经前综合征的妇女只经历少量的问题。下列各项症状也可以归结为经前综合征:
- 腹胀
- 腹痛
- 乳房胀痛或肿胀
- 压抑或焦虑
- 入睡障碍（失眠）
- 关节或肌肉疼痛
- 头疼
- 疲乏
- 痤疮
- 情绪波动
- 现有的皮肤病恶化、呼吸问题（如，过敏性反应、感染）或眼部问题（延髓性障碍、结膜炎）
- 易怒
- 憂鬱
- 自信心不足
- 很難集中精力
- 食慾變化，例如對糖和/或鹽的渴望或暴飲暴食
- 體重增加Scholten A. (2020). 經前症候群. Consumer Health Information Language Database.

## 危险因素
- 咖啡因摄入量过高[9]
- 可能致病的压抑
- 渐增的年龄
- 抑郁症病史
- 吸食烟草
- 家族病史
- 饮食因素[10] （低水平的某种维生素和矿物质，尤其是镁、锰和维生素E）

家族遗传病史通常是经前综合症有益的预报器；众多研究发现经前综合征在同卵双生姐妹中的发病率是异卵双生姐妹的两倍。经前综合征在患有诸如抑郁症和躁郁症情感障碍的妇女人群中的发病率较高，但他们之间的因果关系仍未确定。
维生素B可能也有助于缓解患者的不稳定情绪。

## 诊断
没有试验检测标准或特殊的体检结果能对经前综合症进行确诊。为了给患者确诊，医生可以让她对各种病症坚持做至少两个月经周期的预期日记。这将有助于确诊这些症状是否确实是经前综合征及可预测的复发症。为了描述经前综合征，已逐渐形成了许多标准的诊断手册，如《经前综合征体验日历》（COPE）、《月经期间的影响及严重度预期记录》（PRISM）和《视觉模拟评分》（VAS）。
另外，可能更好地解释病症的其他生理状况必须排除。在月经期间，许多体检生理状况遭遇恶化，这一过程被称为经期放大效应。这些生理状况可能致使患者认为患有经前综合征，此时这些潜在的生理失调可能是一些别的问题。一个关键的特征是这些生理状况可能也会在黄体期外出现。在近月经期可能被放大的生理状况包括抑郁症、偏头疼、癫痫、慢性疲劳综合征、肠易激综合征、哮喘和一些过敏性反应。
尽管确诊经前综合症没有通用的诊断协议，下面的两个定义在研究项目中已得到普遍使用。
- 美国国家精神健康研究所对月经开始前5至10天为周期与6天间隔时间的状况进行了比较研究[2]。若要确诊为经前综合症，在月经前6天时间内，症状强度必须至少增强30%。另外，这一症状必须被证明持续至少两个连续周期。

- 美国加州大学圣地亚哥分校阐明的定义要求在3个连续周期的每一周期经前5天内出现情感（情绪）和肉体（身体）上两方面的症状，并不得出现在周期排卵期前部分期间（4至13天）[2]。在此定义中，情感上的症状包括抑郁症、咆哮、易怒、焦虑、精神错乱及不合群之类症状；肉体上的症状包括乳房胀痛、腹胀、头疼及手脚肿胀之类的症状。

## 病因
经前综合症的确切病因尚未完全了解。虽然经前综合征与黄体期相关，但性激素测量水平在正常水平之内。经前综合征在孪生姐妹群体中有更普遍的倾向，表明可能与某些遗传组分相关。当前的想法猜测可能是中枢神经系统神经递质与性激素的交互作用受到影响。它还被认为与大脑中的血清素（一种神经递质）活动有关
。
遗传因素似乎也起到一定的作用，因为同卵双胞姐妹患同种病的概率是异卵双胞姐妹的两倍。初步研究表明，近40%的患经前综合征妇女的血液循环血浆β-内啡肽水平有显著下降。β-内啡肽是一种自身产生的类吗啡神经递质，它与吗啡及其他镇静剂结合的相同受体有亲和力。一些研究人员已经注意到经前综合征与吗啡戒断综合征之间存在一些相似的表现症状。
经前综合症的多种进化原理已被提出，包括：它是一个由激素循环其他阶段自然增加的选择优势导致的附带现象；它导致了“下一次繁殖初期男性性欲的增强”；它促使女性拒绝不育的男性（他因不能使女性怀孕而导致了经前综合征）。“…一名不育的男性和有繁殖能力的女性的伴侣关系会有分离的倾向，因此为一个新的伴侣关系的组建提供了可能。女性经前的敌对程度越强烈，繁殖交配相继发生的时间就越快。” 任何理论都必须要解释经前综合征越过充实的进化历程长久保持的原因，因为狒狒似乎也在遭受着它的折磨。

## 治疗
现已提出了许多经前综合症治疗方法，包括改变饮食或生活方式及其他扶持性治疗手段。医学治疗主要涉及激素治疗和使用选择性血清再吸收抑制剂（SSRIs）治疗。
扶持性治疗包括评价、重获信心及信息咨询，为了帮助患者重新掌控她的生活，这是治疗的一个重要环节。另外，一些研究发现有氧锻炼也是有帮助的。遵循健康的生活方式也可以缓解一些经前综合征的症状，如减少咖啡因、糖和钠的摄取，多吃纤维食物，适当的休息和睡眠。
饮食治疗研究表明补钙（1200毫克/天）可能是有益的。补充维生素E（400个国际单位/天）也具有同样的效果。许多其他治疗方法已被提出，包括：维生素B6、镁、锰以及色氨酸，尽管对这些治疗方法的研究结果还未确定。
- 輕微至中度的PMS症狀，可算是自然現象，當月經來臨後，上述情況都會緩解，其實不必太過擔心。但若果PMS症狀令妳很困擾的話，有些食物可以幫助紓緩PMS。
  - 奶製品，如牛奶，乳酪等：當中的鈣質可以緩解不穩的情緒，同時鈣質亦是控制肌肉收縮的成員，適量的鈣質，有助減少經痛的情況。
  - 高纖的碳水化合物，例如：All Bran、蕃薯、粟米，可以幫助穩定血糖和情緒
  - 高鉀的食物如：香蕉、奇異果、冬瓜、蕃薯等蔬果，則能有助於排出身體的鈉，進而舒緩水腫問題。
  - 黃豆類食物（如：豆腐、豆漿）含有大豆異黃酮，能平衡體內雌激素水平，改善情緒不穩、水腫、身體疼痛、乳房脹痛和腹痛等情況[20]。
- 不過有些食物卻需要限制一下，以免令PMS症狀更加嚴重，例如：
  - 高鹽份的加工食物：鈉質太多，會令身體保存額外水份在在細胞空隙間，加重經前水腫的情況。
  - 高糖食物：很多朋友都會在經期期間愛吃甜，但要留意，高糖食物會令血糖波動更多，同時令情緒更波動[20]。

选择性血清素再吸收抑制剂（SSRI）可被用于治疗严重的经前综合症。此类药得到最广泛研究的是氟西汀，服用剂量20至60毫克/天。其他药物包括舍曲林、帕罗西汀、氯丙咪嗪、氟伏沙明和奈法唑酮。这些药物也可以间歇性地服用，即认为症状就要出现时服用。虽然间歇性的治疗可能更愿意被一些妇女接受，但这可能比连续服用效果要差。和真正的抑郁症等待SSRI起效需要至少两个星期不同，SSRI用于经前综合症起效很快。
激素治疗可以采用多种方式：
- 激素避孕被普遍使用。普遍采用的方式包括联合口服避孕药和避孕贴片。
- 孕酮辅助也被使用了好多年，但它的疗效证据不足。
- 促性腺激素释放激素激动剂可用于治疗一些严重的经前综合征，但他们本身具有重大的潜在性副作用。

此外
- 利尿剂已被用于治疗水停滞。一些研究已经表明螺内酯有益缓解经前综合征。
- 非甾体抗炎药（NSAIDs，如布洛芬）已被使用[2]。
- 月见草油含γ-亚麻酸已被推荐使用，但缺乏科学依据。
- 可乐定曾被报道成功治疗了众多妇女，报道指出在服用一月的基础上，她们的经前综合征症状与血浆中的β-内啡肽同时降低[23]

## 预后
一般来说，经期综合症是种稳定性的诊断疾病，这是因为多年来易患此病的妇女在每一个月经周期近邻结束时一直以同样的强度经历着同样的症状。
对于治疗某些特殊的症状，克制通常是有效的。尽管没有进行医学治疗，症状在妇女的围绝经期有减少的趋势，并在绝经期消失。
患有经前综合症的妇女也容易患抑郁症。

## 流行病学
经历经前综合症的妇女数量完全取决于经期综合征定义的严格程度。虽然80%的经期妇女至少经历过一种可归结为经前综合征的症状，但该病流行程度的评估值在低至3% 与高至30%范围内变动。
诸如情绪不稳之类的情绪上的症状与诸如肿胀之类的肉体上的症状二者相比，前者即更具一贯性又更具致残性。经历过情绪上的症状的妇女很有可能一贯地及可预测地经历这些症状，反而身体上的症状则可能出现一次就消失了。多数妇女发现，由经前综合征引起的身体上的症状比情感上的症状破坏性较轻。

## 历史
经前综合症最初被看作是一种想象的疾病。妇女最初开始叙述这些症状时，她们通常被告知那“完全是她们的想象”。1980年代早期被用于一次刑事辩护之后，人们对经前综合征的兴趣才开始有所增加。
对经前综合症的研究是由社会许多名流引发的。医师与研究人员只研究和治疗公认的医学疾病。为了产生影响，一种疾病的存在和重要性必须被社会接受。妇女已经为人们对经前综合征兴趣的提升和社会对它作为疾病的认同做出了贡献。有人主张妇女在某种程度上应该为用医学方法处理经前综合征负责。通过使这种疾病合法化，妇女已经促成了经前综合征作为一种疾病的社会建构。又有人认为，公众对经前综合征与经前不悦症的争论是受与其有利害关系的组织群体影响所致，这些组织群体包括女权主义者、美国心理协会（APA）、医师及科学家。
对经前综合症各种症状的研究并不是一个新生事物。对该综合征的定义及合法性的争论源远流长。正如上面提到的，直到1980年代，公众对经前综合征的关注才开始有所增加。至今，围绕经前综合征的研究仍寥寥无几，并且也不被作为一种社会问题来看待。纵观众多临床试验与女权主义者的成果，在一个社会背景下审视经前综合征由来已久。

## 其他观点
有些医学专家认为经前综合症可能是一种社会建构出来的疾病。
经前综合症医学合法性的拥护者从相似的问题——经前不悦症（PMDD）的工作中索求支持。对患有经前不悦症的妇女群体的研究显示，自述的情绪上的痛苦与正电子发射断层扫描仪（PET）测量的5-羟色胺前体水平二者之间具有一定的相关性。当与安慰剂对照时，选择性血清再吸收抑制剂对经前不悦症也有稳定的治疗记录。然而，诊断结果一直存有争议，用医学方法治疗的科学依据也遭到质疑。
然而，把经前综合症视为一种社会建构产物多数拥护者并没有质疑经前不悦症的医学地位。更确切地，他们认为经前不悦症与经前综合征是两个不相干的话题：前者是一种脑化学的产物，后者是疑病症文化的产物。两个观点之间的争论仍不足以得出合理的结论。经前综合征情绪方面的合法性之所以受到质疑，一部分是因为对此问题缺乏科学合理的研究。西方国家对经前综合征的许多研究（经前综合征主要在西欧及北美受重视）仅依赖与妇女的自述，并且由于西方的妇女在社会上习惯于认同经前综合征，或至少知道有它存在的传说，因此他们才述说他们的症状。
另一种观点认为，在很多情况下，经前综合症被太频繁地诊断或被诊断错误。慢性抑郁症、感染和沮丧情绪爆发等这样的问题，如果他们刚好在经期前出现，就可能被误诊为经前综合征。经常提到这样一种理论，经前综合征经常被用来解释愤怒或悲伤情绪爆发，即使那时它不是主要原因
。
一些女权主义者认为把经前综合症视为一种疾病源自男权社会。他们声称与经前综合症相关的各种症状和妇女“应有的”行为通常是相冲突的，并声称生气、易怒及增强的性驱力等行为方式违反了妇女的社会行为准则。有些人认为经前综合征连同其他的女性特有的疾病已经习惯了强加的性别陈规定型观念。
某些女权主义者声称，当妇女在社会中的角色不断得到改变之时，经前综合症才作为一种疾病才被突显出来。特别是妇女开始参加工作的人数逐步上升。他们认为这可能不单是个巧合，他们还相信经前综合征被当作一种社会控制方法。
用多种选择性血清再吸收抑制剂治疗经前综合征已经引起了一些争议。百忧解的制造商开始用商标名Sarafem销售非专利药氟西汀用于治疗经前综合征。凑巧此时百忧解专利过期，这致使人们联想到他们有动机不良之嫌。最近，一种名为Yaz的口服避孕药已成为唯一被核准的治疗经前不悦症的避孕药。Yaz也主要被作为治疗经前不悦症的药物进行销售。
评论家也曾控诉，对经前综合症的认同及它的影响主要是西方的产物。他们声称，经前综合症和经前不悦症的诊断与定义在世界上并不是通用的，并主张，在一些非西方国家社会中，妇女生活中的这一部分并没有被消极地看待。他们表示，虽然非西方人一般承认妇女会受到月经周期的影响，但从一种疾病的角度来定义经前综合症，对于西方一般来说是特殊的，对于美国尤是如此。世界上只有美国官方认可了经前不悦症。美国食品药品管理局（FDA）认可经前不悦症是一种疾病，但世界卫生组织（WHO）并未承认。在欧洲，经前不悦症已从百忧解说明书上被强行删除，理由是它的疗效缺乏有力证据。一些女权主义学者曾经认为，在美国的西方人或美国人对这两种疾病症状的消极观点和治疗的需要已经为医疗机构无根据地治疗和调节妇女的生活打开了方便之门。